# SN 2007le
SN 2007le – supernowa typu Ia odkryta 13 października 2007 roku w galaktyce NGC 7721. W momencie odkrycia miała maksymalną jasność 15,20m.